# Nutowo
Nutowo – część wsi Pomarzany w Polsce, położona w województwie łódzkim, w powiecie kutnowskim, w gminie Łanięta. 
W latach 1975–1998 Nutowo należało administracyjnie do województwa płockiego.